# Carlo Del Greco
Carlo Del Greco (Firenze, 4 agosto 1873 – Pelagosa, 5 agosto 1915) è stato un marinaio e militare italiano.
Capitano di corvetta della Regia Marina, comandante del sommergibile Nereide durante le fasi iniziali della prima guerra mondiale. È stato decorato con la medaglia d'oro al valor militare alla memoria.

## Biografia
Nacque a Firenze il 4 agosto 1873, entrò come Allievo presso l'Accademia Navale di Livorno nell'ottobre 1888, conseguendo la nomina a Guardiamarina il 2 luglio 1893, si imbarco successivamente sulle navi da battaglia Italia e Re Umberto. La sua carriera militare proseguì regolarmente: sottotenente di vascello nel 1895, tenente di vascello nel 1908, anno in cui fu uno dei primissimi ufficiali della Regia Marina a diventare sommergibilista, imbarcandosi poi sull'incrociatore protetto Lombardia, a bordo della quale prese parte alla guerra italo-turca. Promosso capitano di corvetta nel 1915, con l'entrata in guerra della Italia, il 24 maggio 1915, assunse il comando del sommergibile Nereide. Il 5 agosto 1915 la sua unità fu intercettata dal sommergibile austro-ungarico U 5 al comando del tenente di vascello Georg Ludwig von Trapp, mentre effettuava la manovra di ormeggio in un ancoraggio dell'isola di Pelagosa. Tale isola era stata da poco occupata dalle truppe italiane, e i sommergibili della Regia Marina vi effettuavano crociere di vigilanza.  Accortosi dell'avvicinarsi dell'unità nemica cercò di far immergere il sommergibile nel tentativo di lanciare un siluro, ma il Nereide fu centrato da un siluro nemico che causò il rapido affondamento dell'unità con la morte di tutti gli occupanti. In sua memoria fu decretata la concessione della Medaglia d'oro al valor militare, massima onorificenza italiana..

### Annotazioni
1. ↑  La storia di questo ufficiale austro-ungarico è narrata nel film Tutti insieme appassionatamente.
2. ↑  Dopo aver schivato il primo siluro nemico il Nereide lanciò a sua volta un ordigno che andò a vuoto, ma fu centrato in pieno da un secondo siluro.

### Fonti
1. ↑  Favre 2008, p. 97.
2. 1 2 3  La Rana 2009, p. 22.
3. 1 2 3  Favre 2008, p. 106.
4. ↑  http://www.marina.difesa.it/storia/movm/parte04/movm407.asp
5. ↑  Sito web del Quirinale: dettaglio decorato.

### Monografie
- Franco Favre, La Marina nella Grande Guerra. Le operazioni navali, aeree, subacquee e terrestri in Adriatico, Udine, Paolo Gaspari editore, 2008, ISBN 88-7541-135-2.
- Giorgio Giorgierini, Uomini sul fondo. Storia del sommergibilismo italiano dalle origini a oggi, Milano, A. Mondadori editore, 1994.
- Paul G. Halpern, La grande guerra nel Mediterraneo Vol.1, Gorizia, Libreria Editrice Goriziana, 2008.

Periodici
- Gennaro La Rana, Ricordo del sacrificio di alcuni marinai, in Il Nastro Azzurro, n. 1, Roma, Istituto del Nastro Azzurro, gennaio-febbraio 2009,  p. 22.
- Riccardo Pasqualin, Pelagosa, un dominio veneto dimenticato, in Storia Veneta, n. 74, anno XV, novembre 2023, pp. 13-20.